# قانون برودي

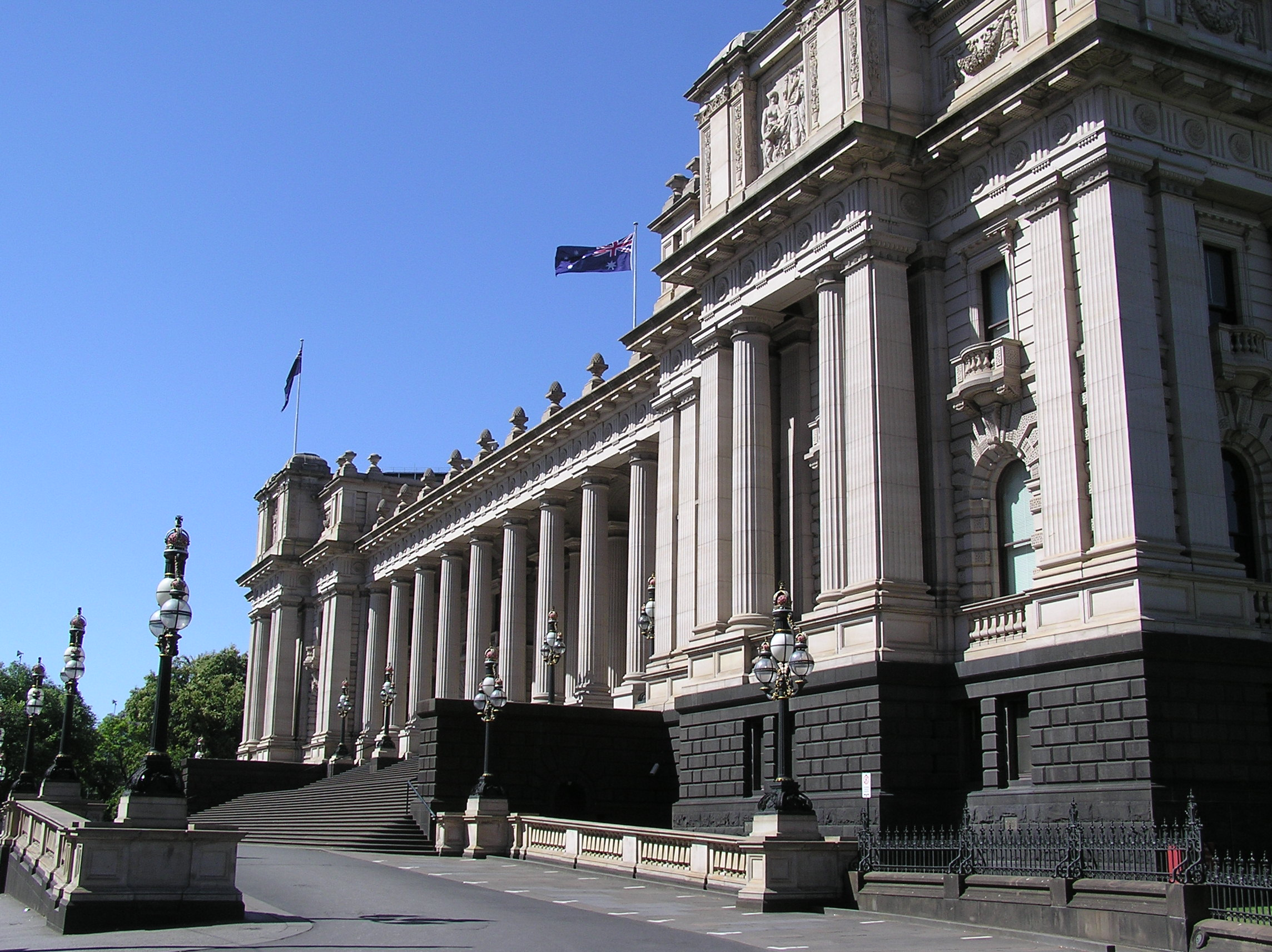

قانون برودي هو تعديل لقانون الجرائمِ الفيكتورية لعام 1958 والذي يجعل التنمُّر الخطير جريمة يعاقب عليها بالحبسِ لمدة أقصاها 10 سنوات.
تمت تسمية القانون على اسم "برودي بانلوك"، البالغة من العمرِ 19 عامًا التي أقدمت على الانتحار بعد تعرضها للتنمر في العمل.
قام والدا برودي، داميان وراي بانلوك، بالضغطِ على الحكومة الفيكتورية لإجراء التعدي.

## مؤسسة قانون برودي
في أواخرِ عام 2012، قام داميان وراي بانلوك بجولةٍ في فيكتوريا، مستغلِّين الذكرى الأولى لإدخال قانون برودي لرفع الوعي حول التنمر.
يواصل داميان وراي بانلوك جولة حول أستراليا والتحدث في أماكن العمل وفي المناسبات العامة، للاتحاد ضد التنمُّر.
تساعد المؤسسة في التعليم في أماكن العمل والمدارس والأندية الرياضية، مع محاضرات وسلاسل تعليمية للمعلمين وأعضاء النادي وأصحاب العمل والموظفين.
في فبراير 2017، تم تأسيس مؤسسة قانون برودي وتسجيلها كمؤسسة خيرية.